# 寄居蟹
寄居蟹（直译：「隱士蟹」）爲節肢動物，屬於甲壳纲十足目異尾下目的寄居蟹總科，這類生物的統稱為寄居蟹，而人们常说的螃蟹大多數屬於十足目的短尾下目（瓷蟹等生物除外）。

## 特性

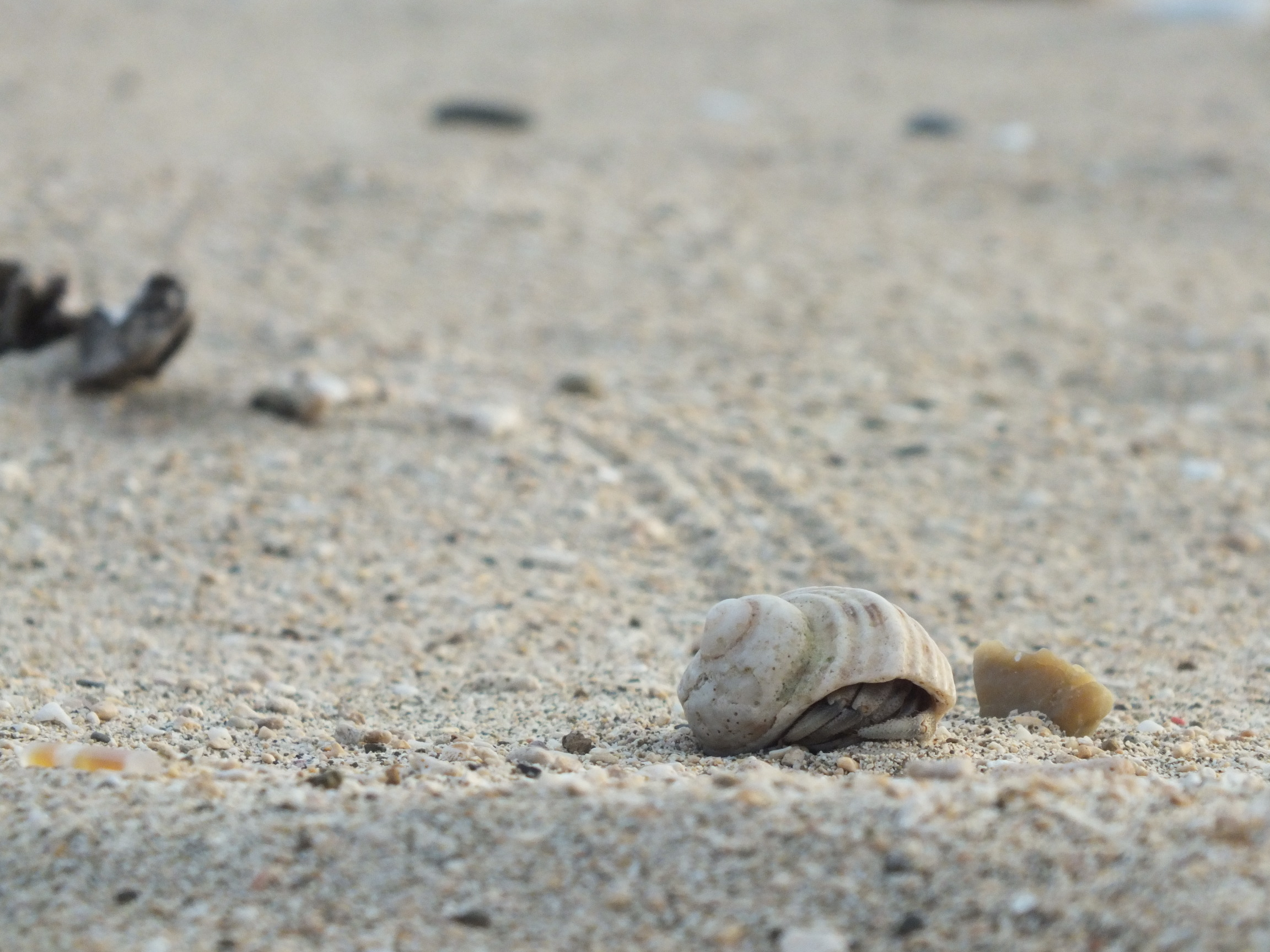
久米島（日本）

寄居蟹常寄居於死亡軟體動物的殼中，以保護其柔軟的腹部，由此得名。世界上现存1100多種寄居蟹，絕大部分生活在水中，也有少數生活在陸地。还有一些寄居蟹不再寄居在甲殼裡，而發展出了類似螃蟹的硬殼，也叫硬殼寄居蟹，著名的椰子蟹即屬此類。堪察加擬石蟹（阿拉斯加帝王蟹）是寄居蟹的近親，過去曾被生物學家歸入寄居蟹總科（今已歸入石蟹總科）。
常見的寄居蟹可分為三大類：活額寄居蟹科、寄居蟹科和陸寄居蟹科。然而由於人類對於自然環境的破壞，許多寄居蟹找不到合適的殼，而被迫寄居在塑膠垃圾（如瓶蓋）內。
由于寄居蟹是雜食性動物，牠們被稱為海邊的清道夫，从藻類、食物残渣到寄生蟲无所不食，對家庭養魚爱好者来说，在水族箱裡放一两隻寄居蟹會起到清潔工的作用。
寄居蟹的壽命在良好飼養環境下可达20－30年。有記錄記載，最長壽的个体活過了70年。
多数寄居蟹物种为水生，生活在从珊瑚礁、海岸线至深海海底的不同深度海水中。热带环境中生活着一些陆生寄居蟹，但是其幼体依是水生，所以陆生寄居蟹依旧需要水环境来繁殖后代。大部分寄居蟹为夜行性动物。
某些寄居蟹物种并不寄居在可移动的壳中，而是居住在例如多毛虫、腹足类动物、珊瑚和海綿留下的固定物体中。上面也可能附著藻類偽裝或是海葵等生物進行共生。
貝爾法斯特女王大學的科學家稱寄居蟹可以感覺并記憶電擊帶來的痛苦。

## 外部連結
- 维基共享资源上的相關多媒體資源：寄居蟹
- 維基物種上的相關：寄居蟹